# 김영찬 (1994년)
김영찬(1994년 9월 27일 ~ )은 대한민국의 배우이다.

## 학력
- 서울고산초등학교(前) → 서울신서초등학교 졸업
- 신서중학교 졸업
- 양정고등학교 졸업

## 출연작

### TV 드라마
- 2000년 MBC 아침드라마 《느낌이 좋아》
- 2000년 MBC 단막극 《베스트극장 - 내 생애 꼭 하루뿐인 특별한 날》
- 2000년 KBS1 대하드라마 《태조 왕건》 ... 어린 신검 역(이광기 아역), 어린 왕요 역
- 2000년 MBC 주말연속극 《엄마야 누나야》 ... 어린 장경빈 역(고수 아역)
- 2001년 MBC 단막극 《베스트극장 - 집으로 가는 길》 ... 지훈 역
- 2001년 SBS 드라마스페셜 《피아노》 ... 이재민 역
- 2002년 MBC 수목미니시리즈 《선물》 ... 민호 역
- 2002년 MBC 월화드라마 《고백》
- 2002년 MBC 아침드라마 《황금마차》 ... 두리 역
- 2003년 SBS 대하사극 《왕의 여자》 ... 신성군 이후 역
- 2003년 SBS 추석특집극 《앙숙》 ... 한솔 역
- 2004년 MBC 수목미니시리즈 《사랑한다 말해줘》 ... 병수 역
- 2004년 SBS 특별기획 《파리의 연인》 ... 강건 역
- 2005년 SBS 광복60년 대기획 《패션 70's》 ... 어린 김동영 역(주진모 아역)
- 2005년 SBS 드라마스페셜 《사랑은 기적이 필요해》 ... 진토 역

### 영화
- 2001년 《베사메무쵸》 ... 이해오 역
- 2002년 《재밌는 영화》 ... 40계단 꼬마 역
- 2003년 《지구를 지켜라》 ... 어린 이병구 역
- 2007년 《마파도 2》 ... 과거 남자아이 역
- 2007년 《열한번째 엄마》 ... 재수 역
- 2008년 《소년 감독》 ... 상구 역

### 뮤직비디오
- 무사이 - 더 아파야 하나요

## 수상
- 2004년 SBS 연기대상 아역상 《파리의 연인》